# Skály (district de Strakonice)
Pour les articles homonymes, voir Skály.
Skály (jusqu'en 1924 : Skála ; en allemand : Skal) est une commune du district de Strakonice, dans la région de Bohême-du-Sud, en République tchèque. Sa population s'élevait à 69 habitants en 2020.

## Géographie
Skály se trouve à 11 km au sud-est de Strakonice, à 43 km au nord-ouest de České Budějovice et à 105 km au sud-sud-ouest de Prague.
La commune est limitée par Paračov au nord, par Kváskovice, Bílsko et Měkynec à l'est, par Krajníčko au sud et par Čepřovice et Litochovice à l'ouest.

## Histoire
La première mention écrite du village date de 1334.